# الأدب الرومانسي
الأدب الرومانسي هو أحد أشكال الحركة الرومانسية في أوروبا في القرن التاسع عشر، وأهم ما برز فيه أدباء الرومانسية هو الشعر، والفضل يعود إلى ويليام ووردزوورث وصامويل تايلر كولريدج الذين ألفا معاً أول كتاب في الأدب الرومانسي والحركة الرومانسية الذي يعرف بالأناشيد الغنائية (بالإنجليزية: The Lyrical Ballads), وهو كتاب شرح كل ما يجب معرفته عن الرومانسية وحب الطبيعة والخروج عن قواعد الأدب الرصينة والمحدودة التي وضعها الأدباء الفيكتوريون والمدرسة الكلاسيكية الحديثة في القرن الثامن عشر.

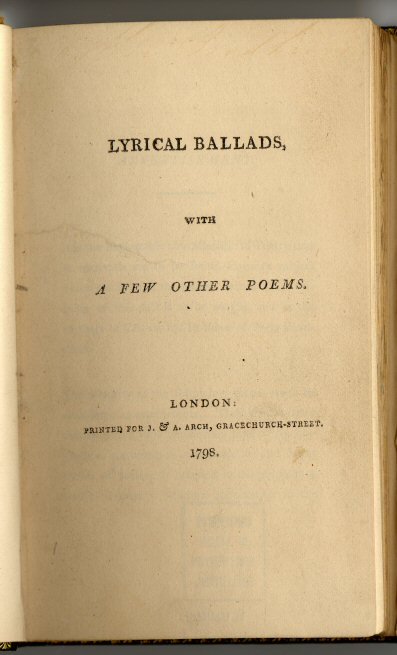
غلاف الطبعة الأولى لكتاب الأناشيد الغنائية

## من تاريخه
الرومانسية هي وليدة الثورة على القيم الكلاسيكية في أوروبا في مجالات السياسة والاجتماع والفكر، وذلك في الربع الأخير من القرن الثامن عشر. وهي مدينة إلى أفكار (جان جاك روسو) في فرنسا التي مهدت للثورة الفرنسية عام 1789، وجسدت القيم الليبرالية أو النزعة التحررية في مجالات الحياة كافة.
فلقد سيطرت الملكية والإقطاع والكنيسة على أوروبا لفترة طويلة، وأخضعت الحياة السياسية والاجتماعية والثقافية إلى قيود وضوابط كان الإنسان ينوء بحملها، ولكنه لم يعد قادراً على تحملها في القرن الثامن عشر بما عج فيه من أفكار واكتشافات وتوجيهات وطنية وقومية.
تعود عوامل ظهور النزعة الرومانسية-مثلا- في الشعر الإنجليزي إلى النصف الأول من القرن الثامن عشر بفضل شخصيات على غرار 'جوزيف وارتون' (عميد كلية 'وينشستر') وأخيه 'توماس وارتون' أستاذ الشعر في جامعة أكسفورد. لقد آمن 'جوزيف' أن الخيال والابتكار هما ميزتان رئيستان في الشاعر.
ويعتقد أن «توماس تشارتون» هو أول شاعر إنجليزي رومانسي، كما أن للشاعر الإسكتلندي «جايمس ماكفرسون» أثر على التطور الأولي للشعر الرومانسي عن طريق النجاح العالمي لمجموعته الشعرية ذات الطابع السردي المنشورة سنة 1762، والتي ألهمت كلا من غوته و «والتر سكوت» في شبابه.
لكن الأهم كان اكتشاف شكسبير وتأثير أدبه الذي لم يتقيد بالوحدات الثلاث (وحدة الزمان والمكان والحدث) ولم يلتزم بمبدأ الفصل بين الأنواع التي كان اليونانيون والكلاسيكيون الجدد يتقيدون بها، بالإضافة إلى ما في أبده من قدرة على التحليل ووصف العواطف الإنسانية والأخلاق البشرية.
الأدب الرومانسي.
في الأدب، وجدت الرومانسية المواضيع المتكررة في استحضارها أو انتقاد من الماضي، وعبادة «العاطفة» مع التركيز على النساء والأطفال، وعزل البطولية الفنان أو الراوي، واحترام طابع جديد، وايلدر، أونتراميليد و «نقية». وعلاوة على ذلك، يقوم العديد من المؤلفين الرومانسية، مثل إدغار الآن بو وناثانيال هاوثورن، الكتابات على خارق/غامض والبشرية علم النفس. الرومانسية تميل إلى اعتبار السخرية كشيء لا يستحق الاهتمام الجدي، التحيز مؤثرة لا تزال في اليوم.
وسلائف الرومانسية في الشعر الإنكليزي العودة إلى منتصف القرن الثامن عشر، بما في ذلك شخصيات مثل جوزيف وارتون (ناظر في كلية وينشستر) وله شقيق توماس وارتون، أستاذ الشعر في جامعة أكسفورد. جوزيف يحتفظ بالصفات الرئيسية لشاعر الاختراع والخيال. توماس تشاترتون يعتبر عموما أن يكون شاعر الرومانسية الأول في اللغة الإنجليزية. تأثر الشاعر الإسكتلندي جيمس ماكفيرسون التطور المبكر للرومانسية مع النجاح الدولي لدورة أوسيان له من القصائد التي نشرت في عام 1762، ملهمة غوته والشباب والتر سكوت. تشاترتون وماكفيرسون في العمل العناصر المعنية من الاحتيال، حسب ما زعموا أن يكون الأدب سابق أنها قد اكتشفت أو تجميع كان في الواقع تماما العمل الخاصة بهم. الرواية القوطية، تبدأ مع هوراس والبول من قلعة أوترانتو (1764)، كان مؤشرا مهما لسلالة واحدة من الرومانسية، مع فرحة في الرعب والتهديد، وإعدادات الخلابة الغريبة، تقابلها في الحالة في البول له دور في وقت مبكر أحياء العمارة القوطية. تريسترام شاندي، قدم رواية لورانس (1759–67) نسخة غريب الأطوار عقلانية مضادة رواية عاطفية للجمهور الأدبي اللغة الإنجليزية.

### شعراء العصر الرومانسي
- وليام بلايك
- ويليام ووردزوورث
- صامويل تايلر كولريدج
- بايرون
- شيلي
- جون كيتس